# Meigenia fera
Meigenia fera là một loài ruồi trong họ Tachinidae.